# Madeleine Marti

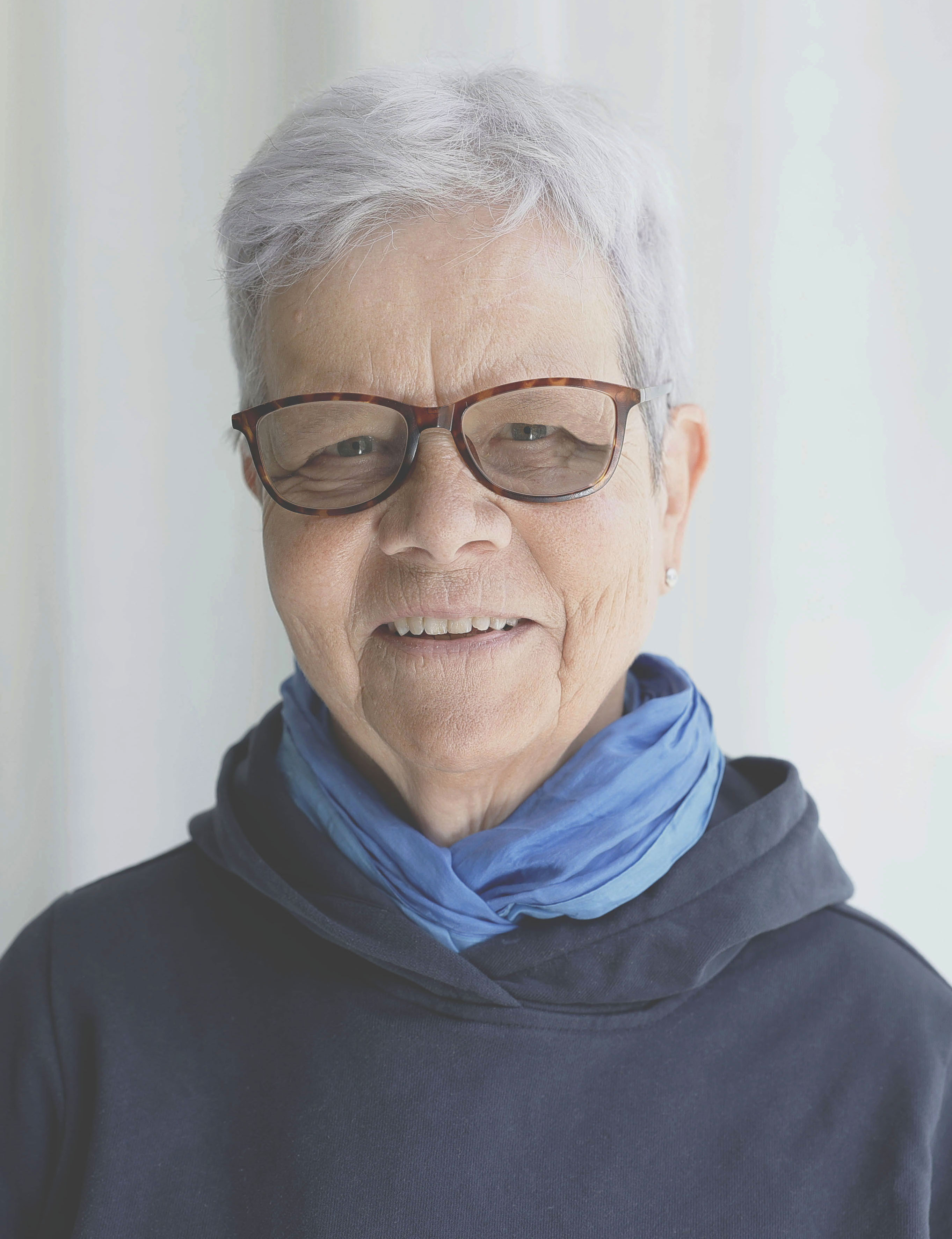
Madeleine Marti 2025

Madeleine Marti (* 12. Juli 1957 in Baden AG) ist eine Schweizer Autorin, Schreibberaterin und Forscherin. Im Mittelpunkt ihres Interesses stehen historische und aktuelle Frauen- und Lesbenbiografien. Sie ist Mitbegründerin und Co-Leiterin des Schreibateliers «Kopfwerken» in Zürich.

## Leben und Wirken
Madeleine Marti wuchs zusammen mit drei Geschwistern auf. In der Jugend spielte sie Handball und machte mit 18 Jahren die Jugend+Sport-Leiter-Ausbildung in Ski alpin. Von der Gründung bis zur Schliessung des Frauenzentrums Baden, von 1981 bis 1996, war sie dort in verschiedenen Funktionen und Gruppen aktiv. Bereits vorher hatte sie die «Lesbenorganisation Baden» (LOB) mitgegründet und dann 1987 den «Sappho-Verein».
Nach dem Studium von Germanistik und Geschichte in Zürich und Berlin sowie einem Hochschulferienkurs in Rostock/DDR arbeitete sie als Gymnasiallehrerin an der Kantonsschule Baden (1983–1987). Danach arbeitete sie an ihrer Dissertation über Lesben in der deutschsprachigen Literatur in Hamburg und Marburg, gefördert von einem Stipendium des Schweizerischen Nationalfonds. 1991 promovierte sie in Marburg bei Marie-Luise Gansberg mit der ersten Dissertation im deutschsprachigen Raum zu Lesben in der Literatur. Sie hielt auch zahlreiche Vorträge in Deutschland, Österreich und der Schweiz. Ebenso übernahm sie Lehraufträge zu Lesben in der Literatur an den Universitäten Giessen/D (1993) und Innsbruck/A (1994 und 1996), Kurse zu Lesbenliteratur an der Paulus-Akademie Zürich (1995–2001), im Frauenzentrum Zürich, in der Elisabethenkirche in Basel und in einer Lesbenliteraturgruppe in Bern. Mehrfach war sie Expertin für Lesbengeschichte im Schweizer Radio und Schweizer Fernsehen.
Sie war Redaktorin der Zeitschrift Lesbenfront in Zürich (1979–1983) und Mitveranstalterin des «2. Symposiums deutschsprachiger Lesbenforschung» in Boldern 1993. Sie arbeitete mit bei Konzept und Umsetzung der Ausstellung «Unverschämt. Lesben und Schwule gestern und heute», die 2002 im Stadthaus Zürich, 2004 im Unternehmen Mitte in Basel und 2005 im Kornhaus Bern gezeigt wurde.
Beruflich arbeitete Marti von 1991 bis 1994 als Sekretärin und Rundbriefredaktorin des «Vereins feministische Wissenschaft Schweiz». Von 1991 bis 2018 war sie als Kursleiterin und Beraterin in der EB Zürich tätig. Nachdem Marti seit Jahrzehnten für die Wahrnehmung und Akzeptanz lesbischer Kultur und Lebensweisen gekämpft hat, erscheint es ihr problematisch, dass Lesben und Frauen als Kategorie im Rahmen der Queer theory begrifflich erneut unsichtbar zu werden drohen. Als Gegensteuer hat sie Videos zu lesbischen Pionierinnen gedreht: Zu Ilse Kokula und zu Luise F. Pusch.
Seit 1993 lebt sie in Zürich.

## Publikationen
- Hrsg.: Ida Erne. Anders als die Anderen (mit Nachwort). eFeF-Verlag, Wettingen 2022.
- Ein moderner Hexenprozess. Madeleine Marti zu Caroline Farner und Anna Pfrunder. In: Projekt Schweiz. Vierundvierzig Porträts aus Leidenschaft. Hg: Stefan Howald (2021) Unionsverlag, Zürich
- Hrsg. mit Sabine Rock, Katrin Simonett: Frauen im Zentrum – Fotos und Texte aus 30 Jahren Frauenzentrum Zürich. eFeF-Verlag, Wettingen 2005.
- mit Corinne Rufli: Wehrt euch, bevor ihr frustriert und hässig seid. Festschrift Frauenzentrum Baden. 2018.
- mit Marianne Ulmi, Gisela Bürki, Annette Verhein: Textdiagnose und Schreibberatung. UTB, Opladen 2014.
- mit Esther Baur: Kurs auf Genderkompetenz : Leitfaden für eine geschlechtergerechte Didaktik in der Erwachsenenbildung. Basel 2000
- Hrsg. mit Marianne Ulmi: Sappho küßt Europa. Geschichte von Lesben aus zwanzig Ländern. Querverlag, Berlin 1997.
- Porträts zu Johanna Moosdorf (S. 296–299), Christa Reinig (S. 361–364), Marlene Stenten (S. 418–421). In: Alexandra Busch, Dirck Linck: Frauenliebe. Männerliebe. Eine lesbisch-schwule Literaturgeschichte in Porträts. J. B. Metzler, 1997.
- Hinterlegte Botschaften. Die Darstellung lesbischer Frauen in der deutschsprachigen Literatur seit 1945. J. B. Metzler, Stuttgart 1991/1992.
- mit Doris Stump: Marie Walden, die Tochter von Jeremias Gotthelf (1834–1890). «Jetti, ein Buch und ein Stück Brod.» In: Luise F. Pusch (Hrsg.): Töchter berühmter Männer: Neun biographische Portraits (= Insel TB. Band 979). Frankfurt am Main 1988, ISBN 3-458-32679-0, S. 239–273.